# Polinômio separável
Em matemática, um polinômio p(x) é separável sobre um corpo K se suas raízes em um fecho algébrico de K são distintas - ou seja, p(x) tem fatores lineares distintos em uma extensão de corpo suficientemente grande. Equivalentemente, p é separável se e somente se é coprimo com sua derivada p' '′.
Dado um polinômio irreducível f no anel dos polinômios F[X] de um corpo qualquer F, dizemos que f é separável caso f não tenha raízes múltiplas no corpo de decomposição de f.
Quando são estudados polinômios com coeficientes racionais, um resultado elementar é que, se o polinômio tem alguma raiz múltipla, então ele não é irreducível. Generalizando este conceito, um polinômio p(x) em um corpo qualquer K é dito separável se todos os seus fatores irreducíveis tem apenas raízes simples.
Um polinômio é separável se, e somente se, o maior divisor comum (m.d.c.) entre f e f' , definido como a derivada formal de f, for um polinômio de grau, pelo menos, igual a um. Como em um corpo de característica zero a derivada formal de um polinômio qualquer é outro polinômio de um grau menor (e é zero apenas no caso de um polinômio constante), e os únicos divisores de um polinômio irreducível f são ele mesmo e 1, segue-se que o m.d.c. entre f e f'  é o polinômio 1, portanto todo polinômio é separável.
Como contra-exemplo de um polinômio que não é separável, seja {\displaystyle K=\mathbb {Z} _{p}(y)\,} o corpo de frações dos polinômios com coeficientes no corpo finito {\displaystyle \mathbb {Z} _{p}=\mathbb {Z} /p\mathbb {Z} \,}. Então, no corpo {\displaystyle L=K(y^{p})\,}, o polinômio {\displaystyle p(x)=x^{p}-y^{p}\,} é irreducível, mas ele tem uma raiz, y, de multiplicidade p.
Um corpo é chamdo de perfeito quando todo polinômio é separável. Todo corpo de característica zero é perfeito.